# Jeff Erius
Jeff Erius (Estrasburgo, 8 de marzo de 2004) es un deportista francés que compite en atletismo, especialista en las carreras de velocidad.
Ganó una medalla de bronce en los Relevos Mundiales 2024, en la prueba de 4 × 100 m. En los Juegos Europeos de Cracovia 2023 consiguió una medalla de bronce en la misma prueba.

## Palmarés internacional
| Relevos Mundiales | Relevos Mundiales | Relevos Mundiales | Relevos Mundiales |
| Año               | Lugar             | Medalla           | Prueba            |
| ----------------- | ----------------- | ----------------- | ----------------- |
| 2024              | Nasáu (Bahamas)   | Medalla de bronce | 4 × 100 m         |
| Juegos Europeos   |                   |                   |                   |
| Año               | Lugar             | Medalla           | Prueba            |
| 2023              | Chorzów (Polonia) | Medalla de bronce | 4 × 100 m         |